# Port Credit

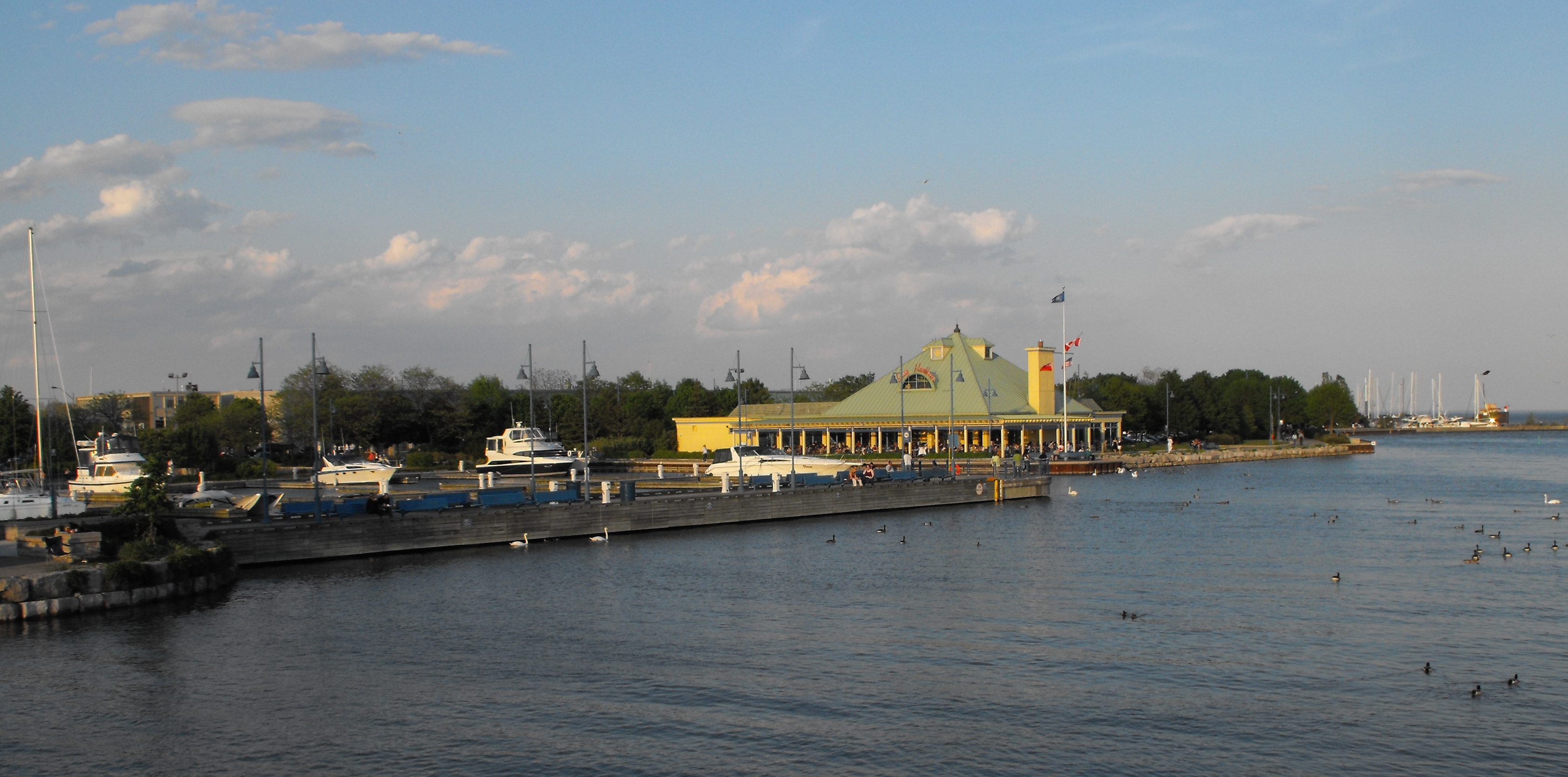
Port Credit Harbour 2008 06 04

Port Credit est un quartier du centre sud de la ville de Mississauga, Ontario, Canada, centré autour de l'embouchure de la rivière Credit sur la rive nord du Lac Ontario. Après la guerre de 1812, le nombre de Mississauga a diminué et ils ont abandonné leurs terres à l'exception d'une réserve à l'embouchure, croyant que le roi protégerait la terre pour eux face à l'empiètement des colons.

## Galerie

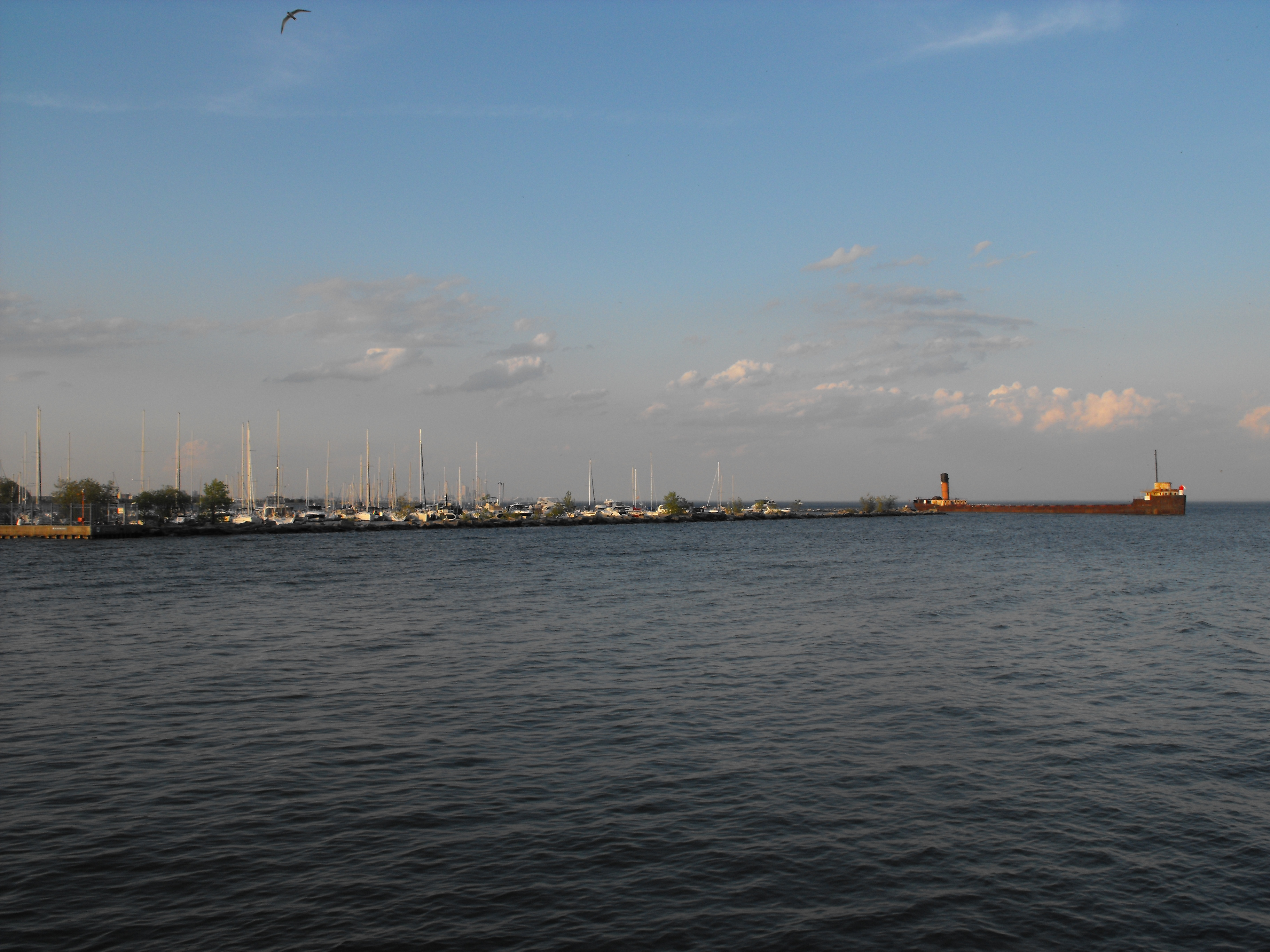
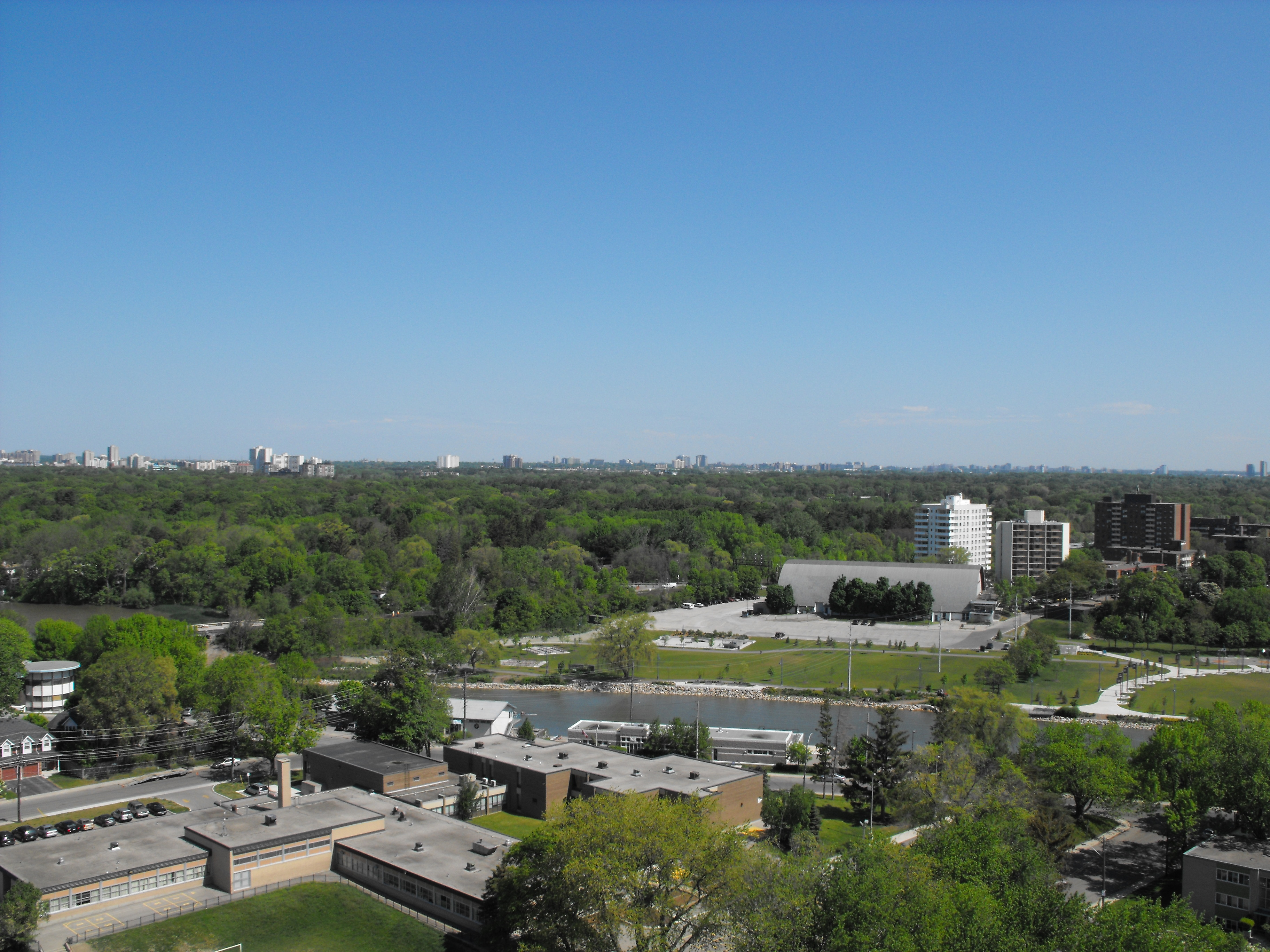
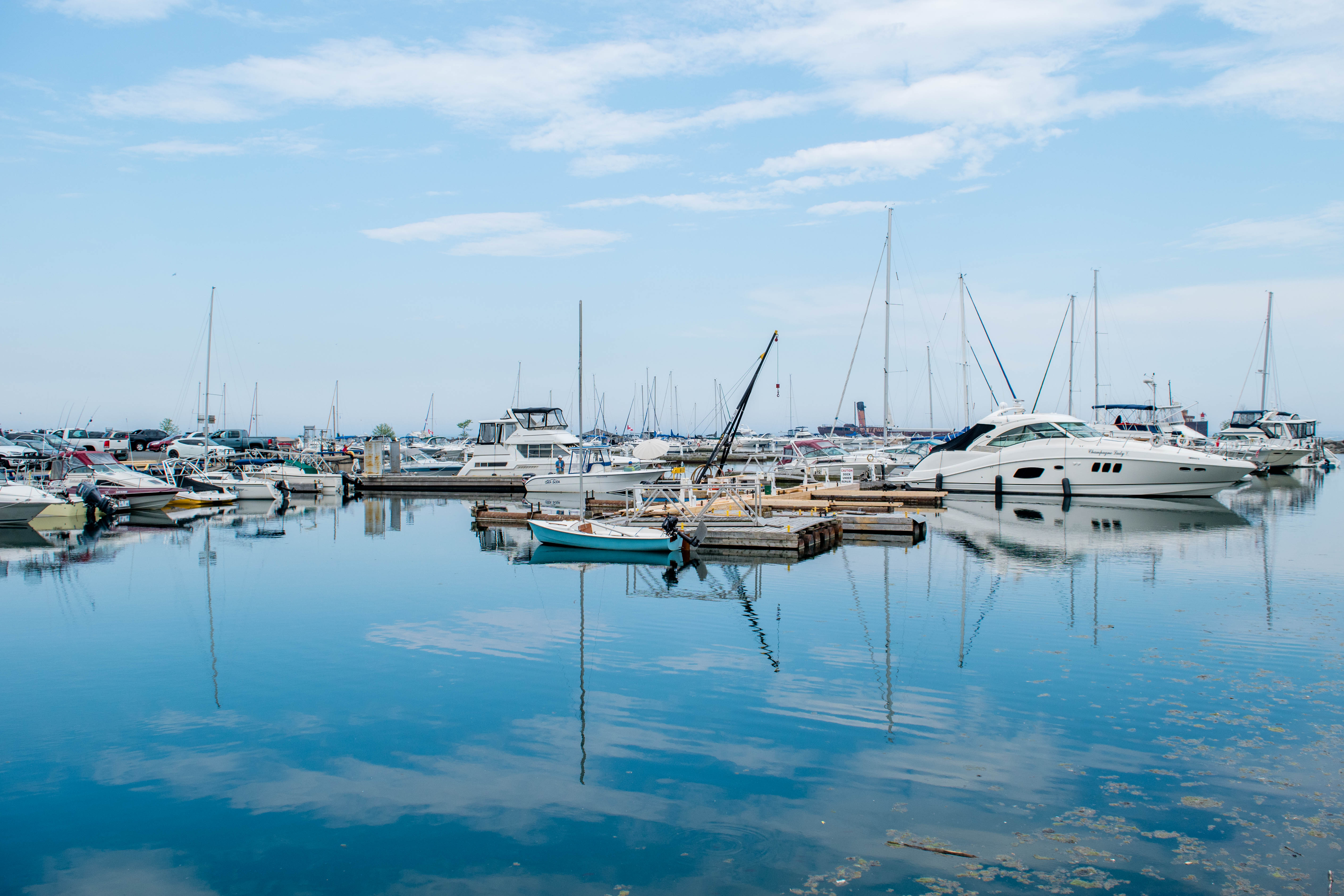
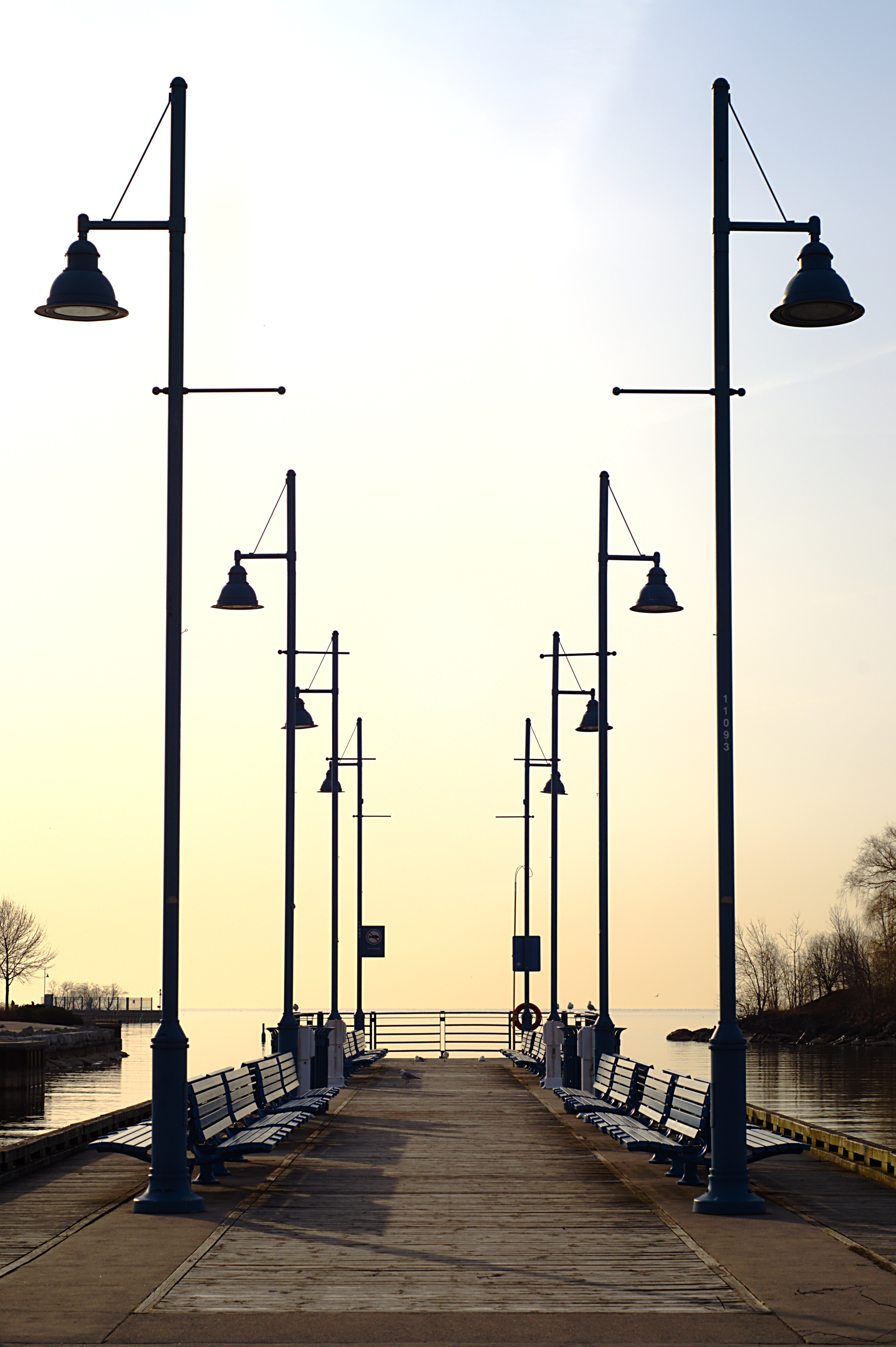
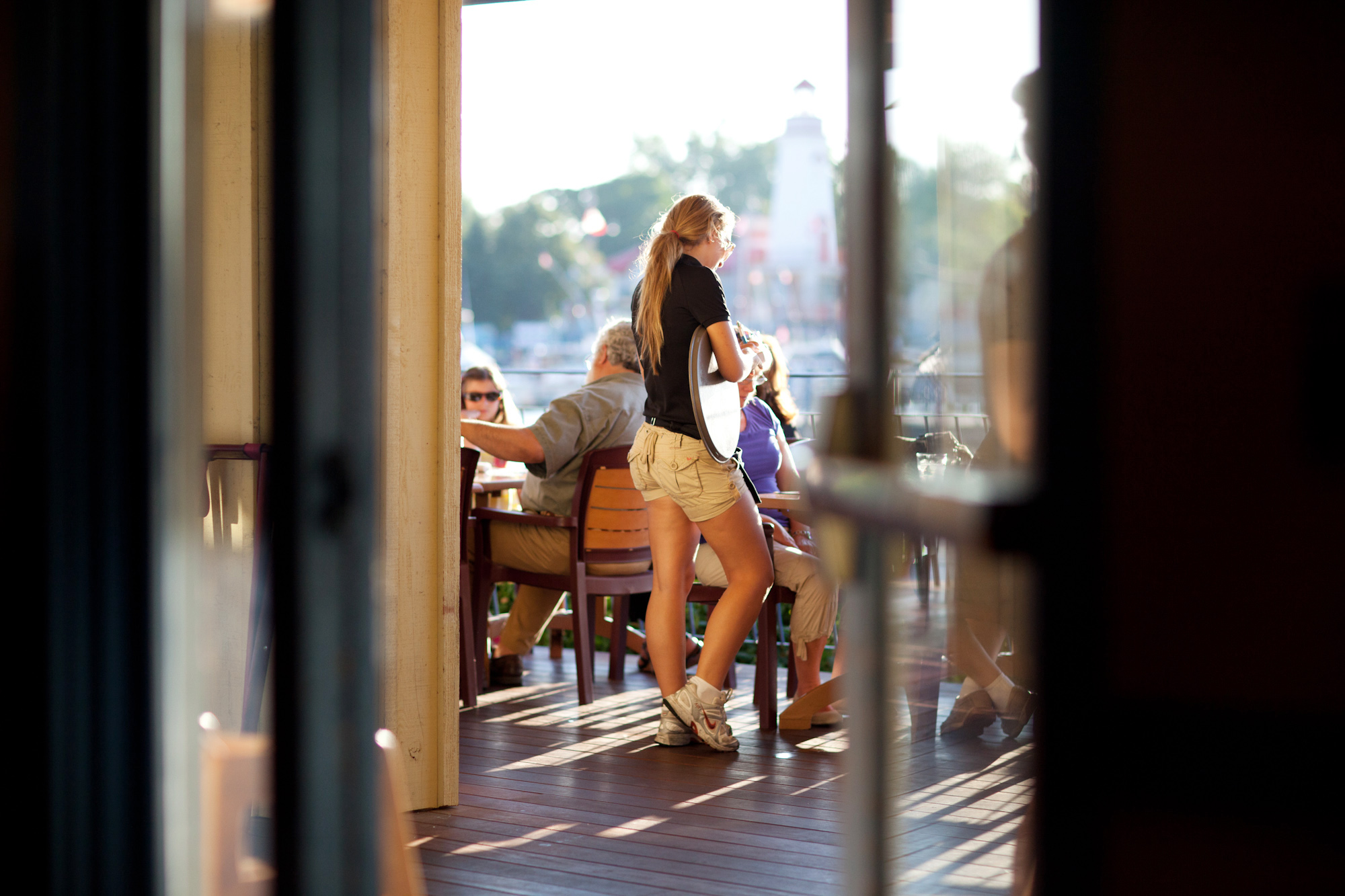
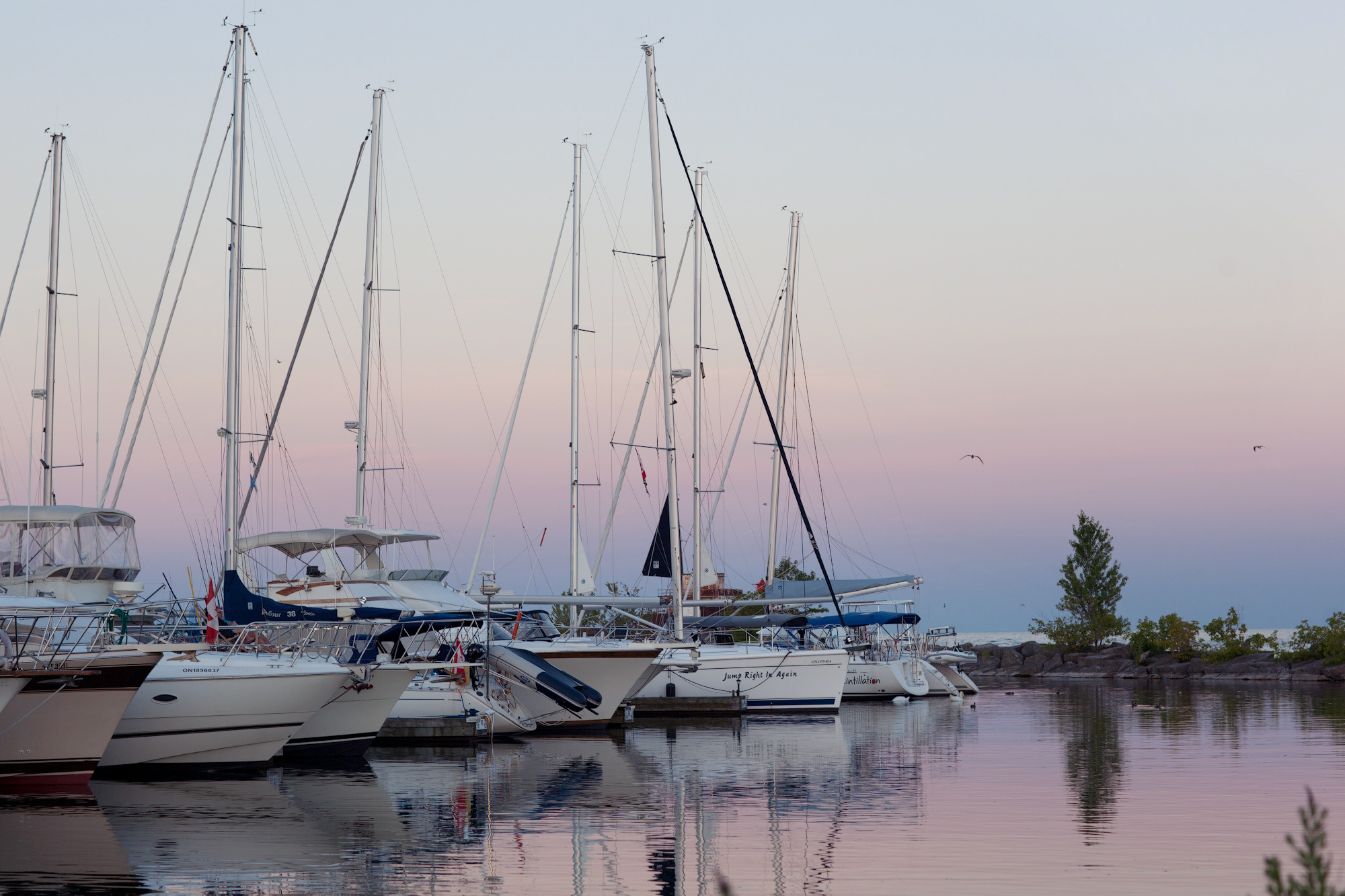